# 原子能科學家緊急委員會
原子科学家紧急委员会（The Emergency Committee of Atomic Scientists  ECAS）于1946年由阿尔伯特·爱因斯坦和利奥·西拉德（Szilárd Leó）建立。其目的是警告公众关于发展核武器有关的危险，促进和平利用核能，并最终争取世界和平，这是不再使用核武器的唯一途径。基于当时美国总统杜鲁门出于人道主义反对使用原子弹的理由，在1945年68名在曼哈顿计划工作的科学家签署了《西拉德请愿书》之后，该宣告委员会成立。而大多数参与曼哈顿计划的科学家完全不知道他们所创造的东西。
该委员会有一个由八名成员组成的董事会，成员名单如下：
- 阿尔伯特·爱因斯坦(主席)
- 哈罗德·C·尤里(副主席)
- 汉斯·贝特
- T.R. Hogness
- 菲利普·M·莫尔斯
- 莱纳斯·鲍林
- 利奧·西拉德
- 维克多·韦斯科普夫